# Edycja Świętego Pawła
Edycja Świętego Pawła – polskie wydawnictwo katolickie z siedzibą w Częstochowie prowadzone przez paulistów.

## Historia
Pierwsi pauliści z polecenia założyciela bł. Jakuba Alberione przybyli do Warszawy w 1934 roku. Jeszcze w Warszawie opublikowali Ewangelię z komentarzem katechetycznym. W 1936 roku zakonnicy przenieśli się do Częstochowy, otwierając małą drukarnię. Wznowili wydanie Ewangelii. Opublikowali również ok. 20 innych książek. Po II wojnie światowej działalność wydawniczą uniemożliwiły władze komunistyczne. Maszyny drukarskie uległy konfiskacie.
Działalność wydawniczą wznowiono w 1979 roku. Wydawnictwo nosiło wówczas nazwę „Edycja Paulińska”. Oprócz książek zaczęto wydawać kasety magnetofonowe, płyty i kasety wideo. Popularne w Polsce były serie autorskich kartek pocztowych o wymowie religijnej oraz kalendarze. Od 1989 roku wydawnictwo stale publikuje książki. W 1989 otwarto na stałe pierwszą księgarnię w Częstochowie (najpierw na Alei Najświętszej Maryi Panny, następnie przeniesiona na ul. 7 Kamienic). Edycja otwarła swój warszawski oddział w roku 2000. Wydawnictwo posiada dwie własne hurtownie oraz sieć księgarską.
Księgarnie Edycji Świętego Pawła znajdują się w: Częstochowie (Św. Pawła 13, 7 Kamienic 23), Katowicach (3 Maja 18), Lublinie (Królewska 6) i Rzeszowie (Jagiellońska 1). Centrum Logistyczne znajduje się we Wrzosowej k. Częstochowy.

## Działalność wydawnicza

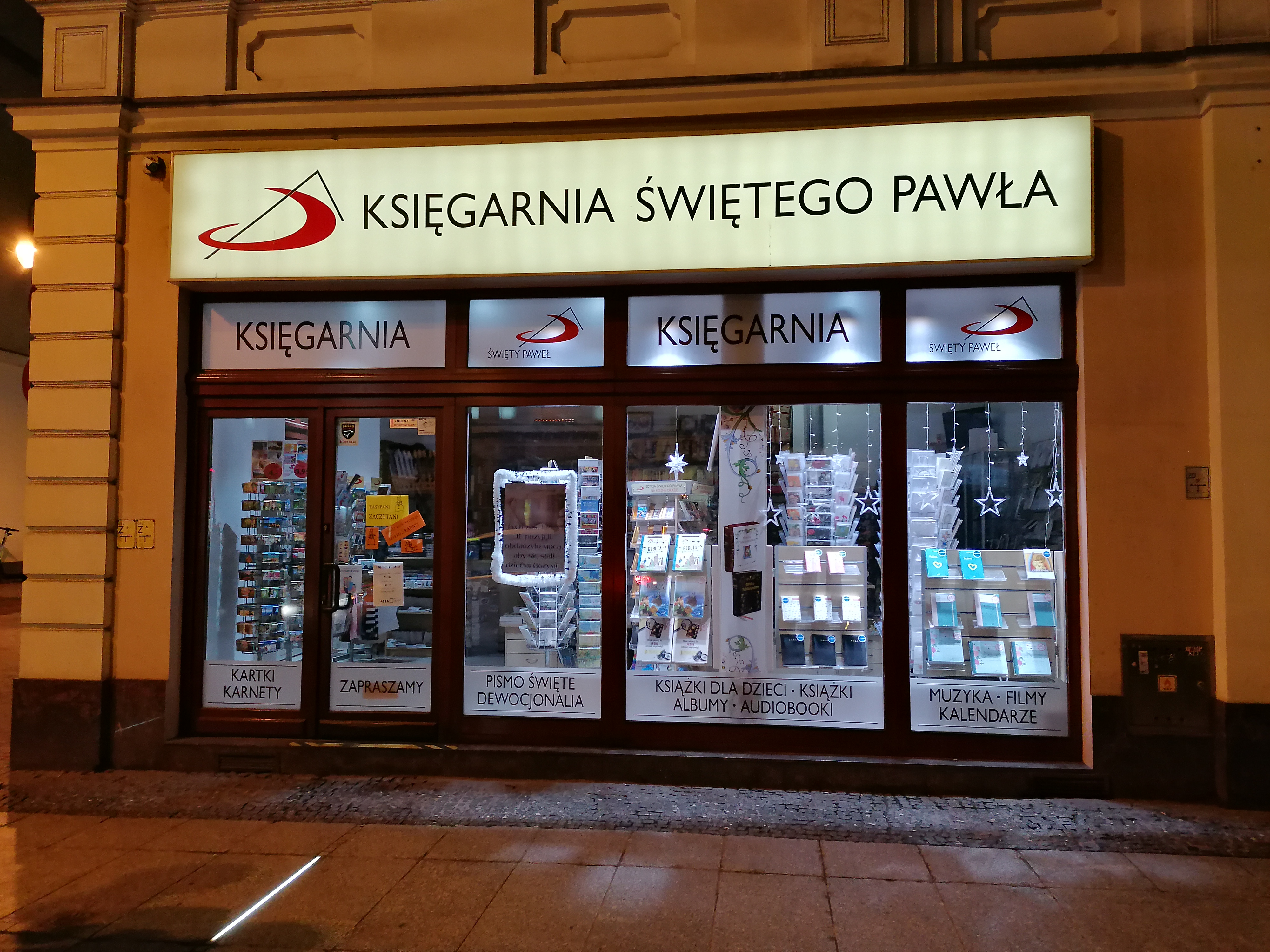
Księgarnia w Katowicach w kamienicy przy ulicy 3 Maja 18

Wydawnictwo opublikowało w 2005 roku nowy przekład Nowego Testamentu dokonany przez Międzynarodowe Katolickie Towarzystwo Biblijne (SOBICAIN). W 2008 ukazała się cała Biblia, nazywana Biblią Paulistów. Po usunięciu sugerowanych przez biblistów błędów, wydawnictwo udostępniło tekst na specjalnej stronie internetowej w 2016 roku. Pauliści opublikowali też w 2011 roku polskie wydanie Katechizmu Kościoła Katolickiego dla młodych – Youcat, zaś w 2014 Biblię Jubileuszową z ilustracjami z Biblii gnieźnieńskiej.
Od 2013 stale ukazuje się miesięcznik liturgiczny „Od Słowa do Życia”. Wydawany jest też biuletyn „Dzień Pański” z tekstami czytań niedzielnych. W latach 2008–2011 ukazywał się miesięcznik „Magazyn Familia”.